# Adieu du Christ à sa mère

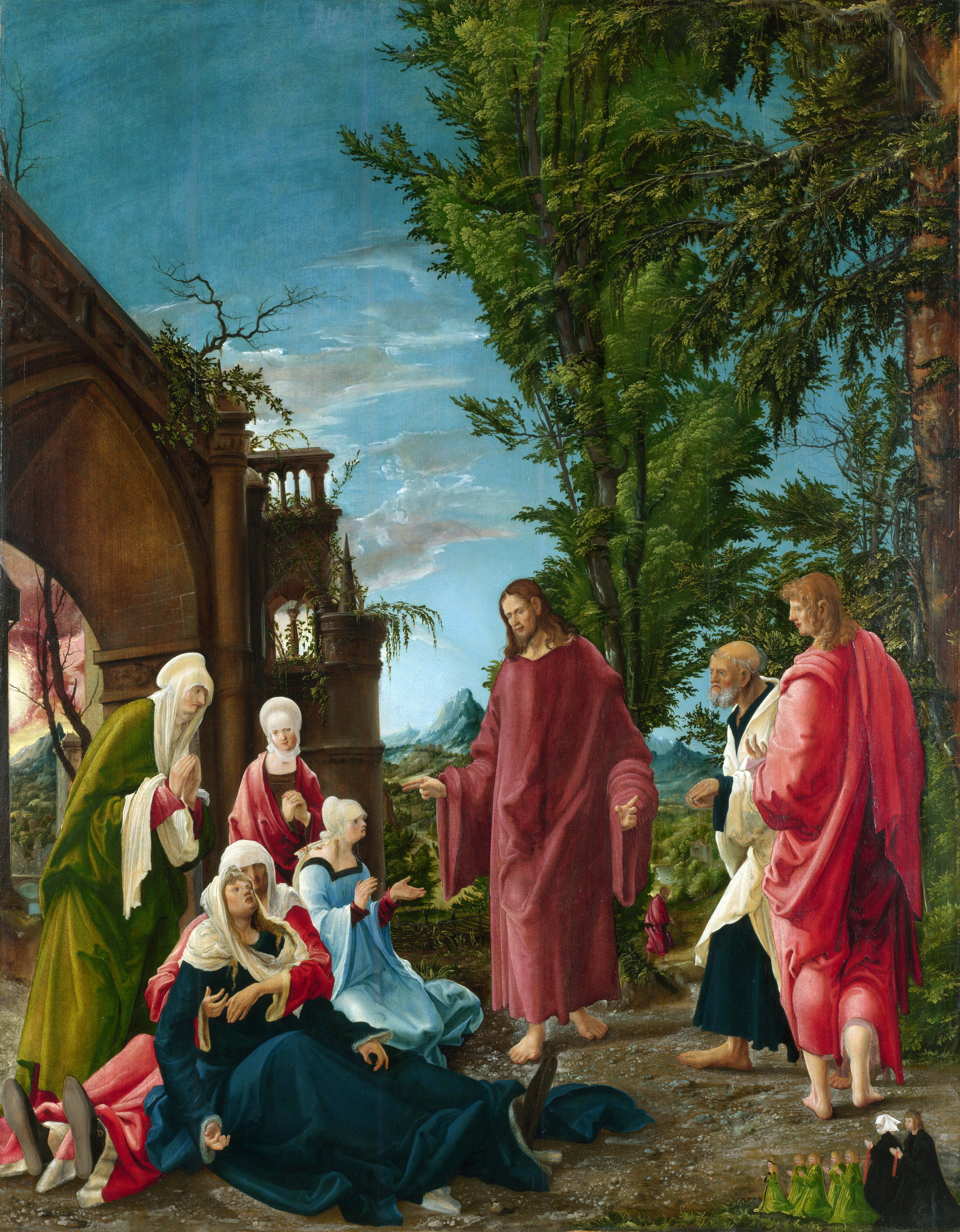
Le Christ prenant congé de sa mère, par Albrecht Altdorfer v. 1520, avec paysage en fond.

L'Adieu du Christ à sa mère est un sujet d'art chrétien fréquent en Europe du Nord aux XVe et XVIe siècles, représentant le Christ prenant congé de sa mère Marie avant de la quitter pour son dernier voyage à Jérusalem qui le conduira à sa Passion et à sa mort. Cette scène, non présente dans les évangiles, marque le début de la Passion. 
Dans les versions les plus anciennes, seuls Jésus et Marie sont représentés. Après Dürer, le sujet a généralement pour cadre un paysage et comprend d'autres sujets que Marie, généralement les Trois Maries. Les saints Pierre, Jean, Marie Madeleine et d'autres apôtres sont parfois dépeints. Ce sujet est plus fréquent dans les gravures que dans les peintures.

## Sujet

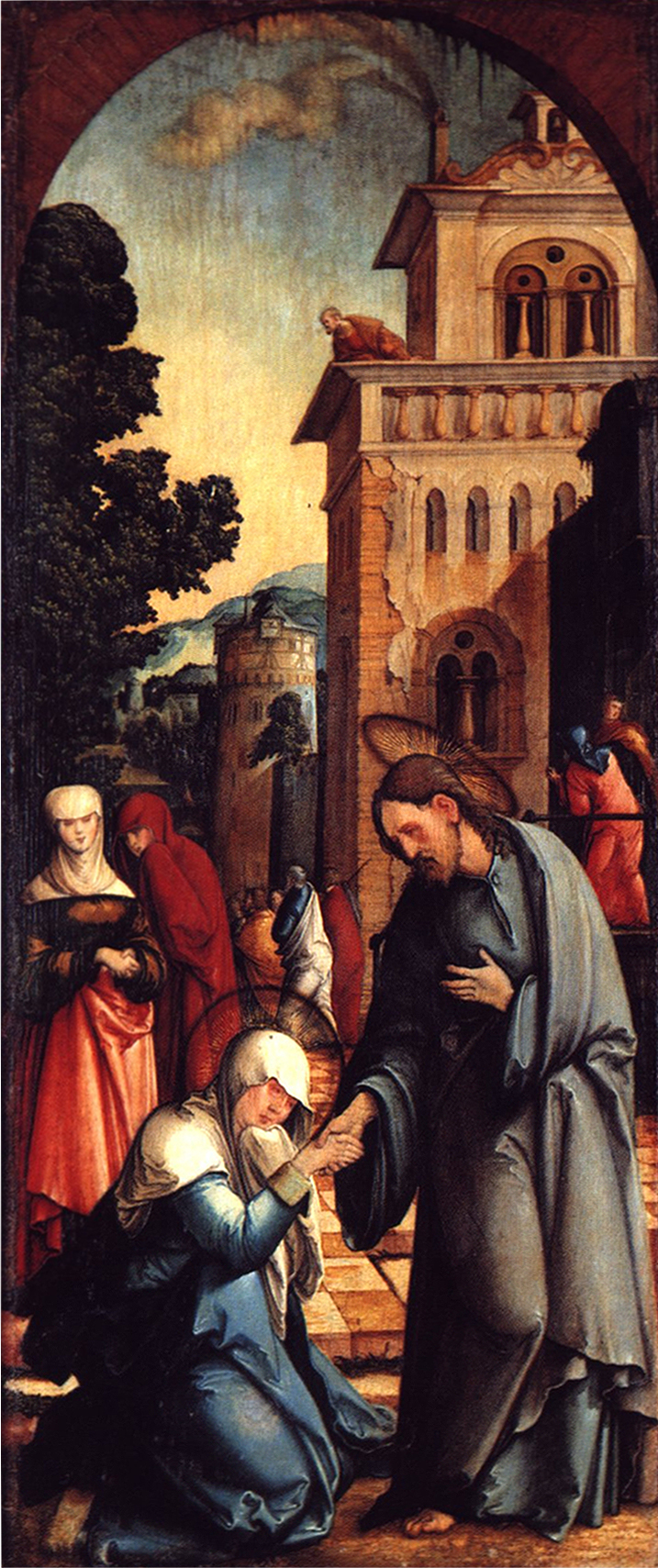
Le Christ prenant congé de sa mère, Allemagne, 1536

Le sujet n'illustre aucun passage biblique, mais dérive de l'une des « Méditations sur la vie du Christ » du Pseudo-Bonaventure (1308) et du « Marienleben » (en allemand « Vie de la Vierge » ; v. 1300) de Phillip von Seitz, également connu sous le nom de Bruder Philipp, der Kartäuser (en allemand « frère Philippe, le Chartreux »),. Cette scène est souvent jouée dans la Passion au théâtre et dans d'autres drames religieux. Ce sujet est peut-être représenté dans le Christ bénissant avec la Vierge en prière, de Robert Campin, du début du XVe siècle (Philadelphie), et est peint plusieurs fois par Gérard David à la fin du siècle (Dublin, Bâle, Munich, New York Metropolitan) ; beaucoup d'artistes de notoriétés moindres peignent alors le sujet, en Allemagne particulièrement. 
Les gravures rendent davantage célèbre ce sujet que la peinture, notamment grâce à Albrecht Dürer et sa série de xylographie sur la Vie de la Vierge (v. 1505), mais aussi grâce à Lucas van Leyden. Comme c'est souvent le cas à l'époque, de nombreux peintres de province utilisent directement les compositions des gravures comme base de leurs peintures. Par exemple une version du retable du peintre de Nuremberg connu sous le nom de « maître du retable de Schwabach » (1506, Compton Verney House), utilise comme modèle la composition de Dürer, qui habite la même ville.  
Le sujet atteint son pic de popularité dans le premier tiers du XVIe siècle; à l'école du Danube en particulier, où les possibilités d'expression et le paysage rendent le sujet attrayant. On compte des versions très intenses d'Albrecht Altdorfer et de Wolf Huber (toutes deux vers 1520 et à la National Gallery de Londres). Ces deux œuvres ont comme fond une forêt luxuriante, comprennent une Vierge évanouie et dépeignent les figures féminines dans une robe de l'époque.  
L'une des premières rares représentations italiennes, un ancien Corrège d'environ 1514 (National Gallery, Londres) a clairement (grâce aux rayons X) utilisé la composition de Dürer comme point de départ, avant de la modifier. Lorenzo Lotto (1521, Gemäldegalerie, Berlin) a également peint le sujet. Une toile de Lucas Cranach l'Ancien (v. 1520) se trouve à Vienne. Après 1550, le sujet perd en popularité, le Palais Pitti, toutefois, compte une toile représentant le sujet, datée de l'école de Véronèse. 

## Galerie

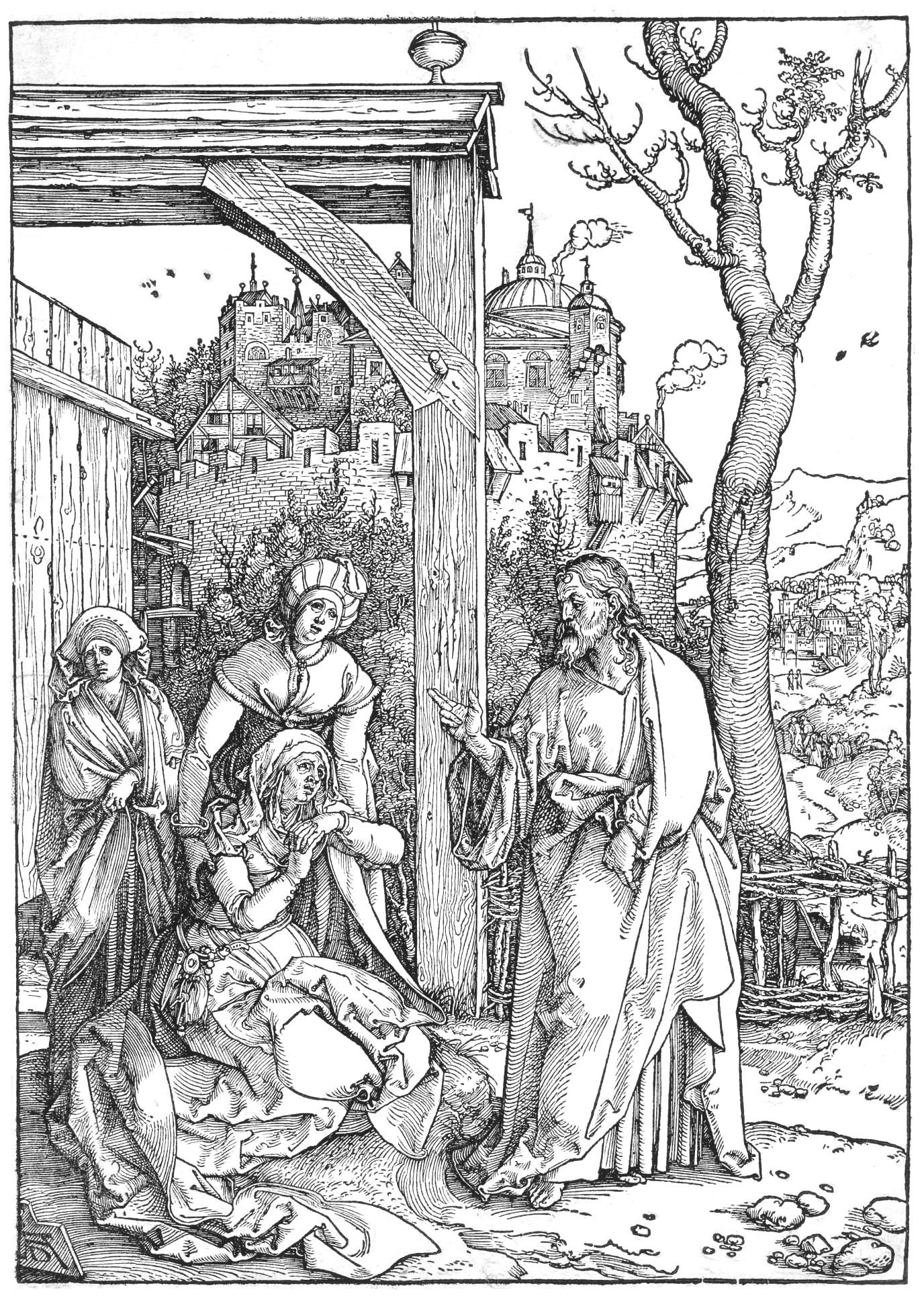
Albrecht Dürer, gravure sur bois, 29,5 × 21,1 cm, de la série sur la Vie de la Vierge (v. 1507).
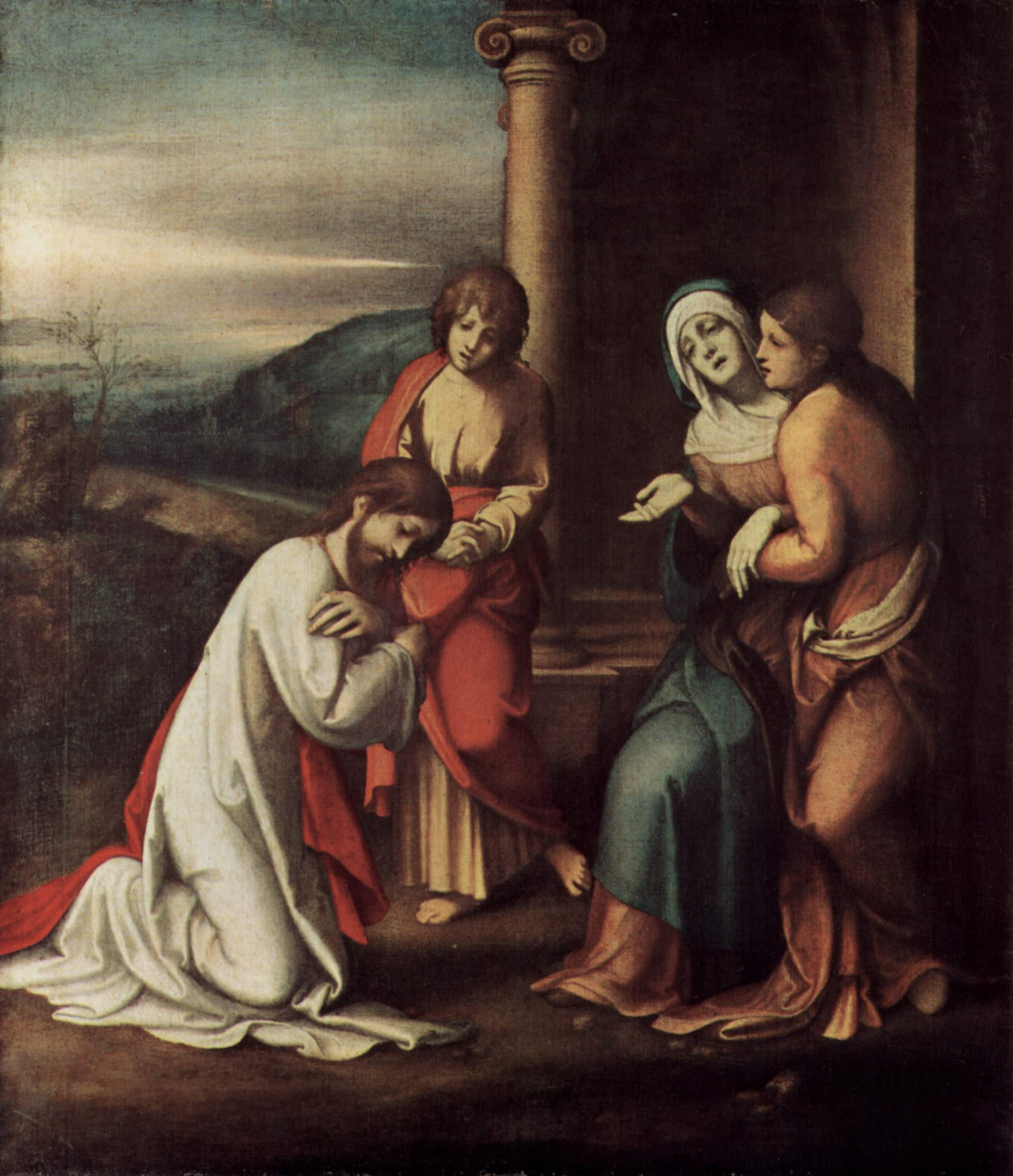
Le Corrège (1513), National Gallery, Londres, avec saint Jean et  Marie Madeleine.
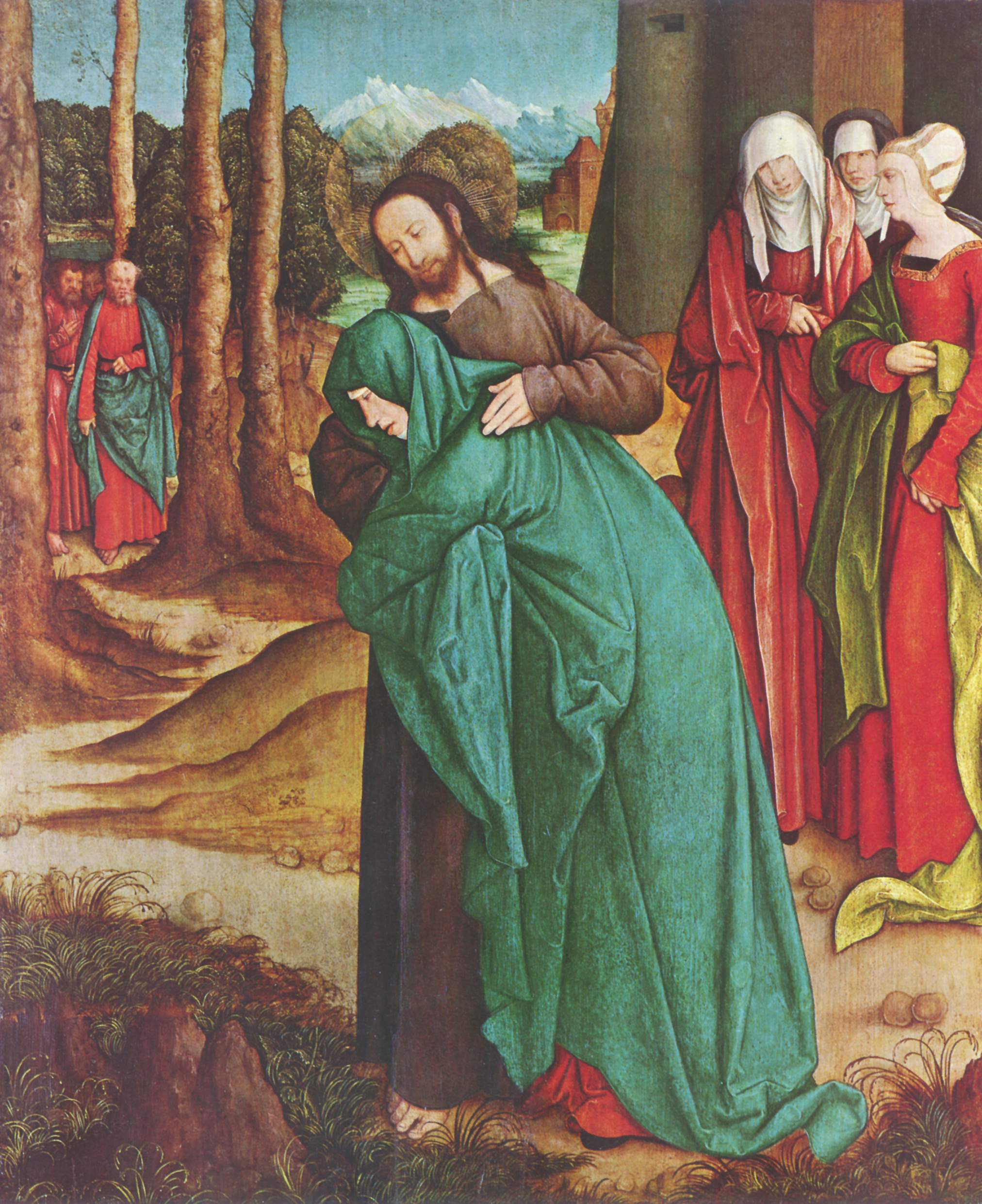
Bernhard Strigel (1520), Gemäldegalerie (Berlin), avec saint Pierre dirigeant les disciples vers le Christ.
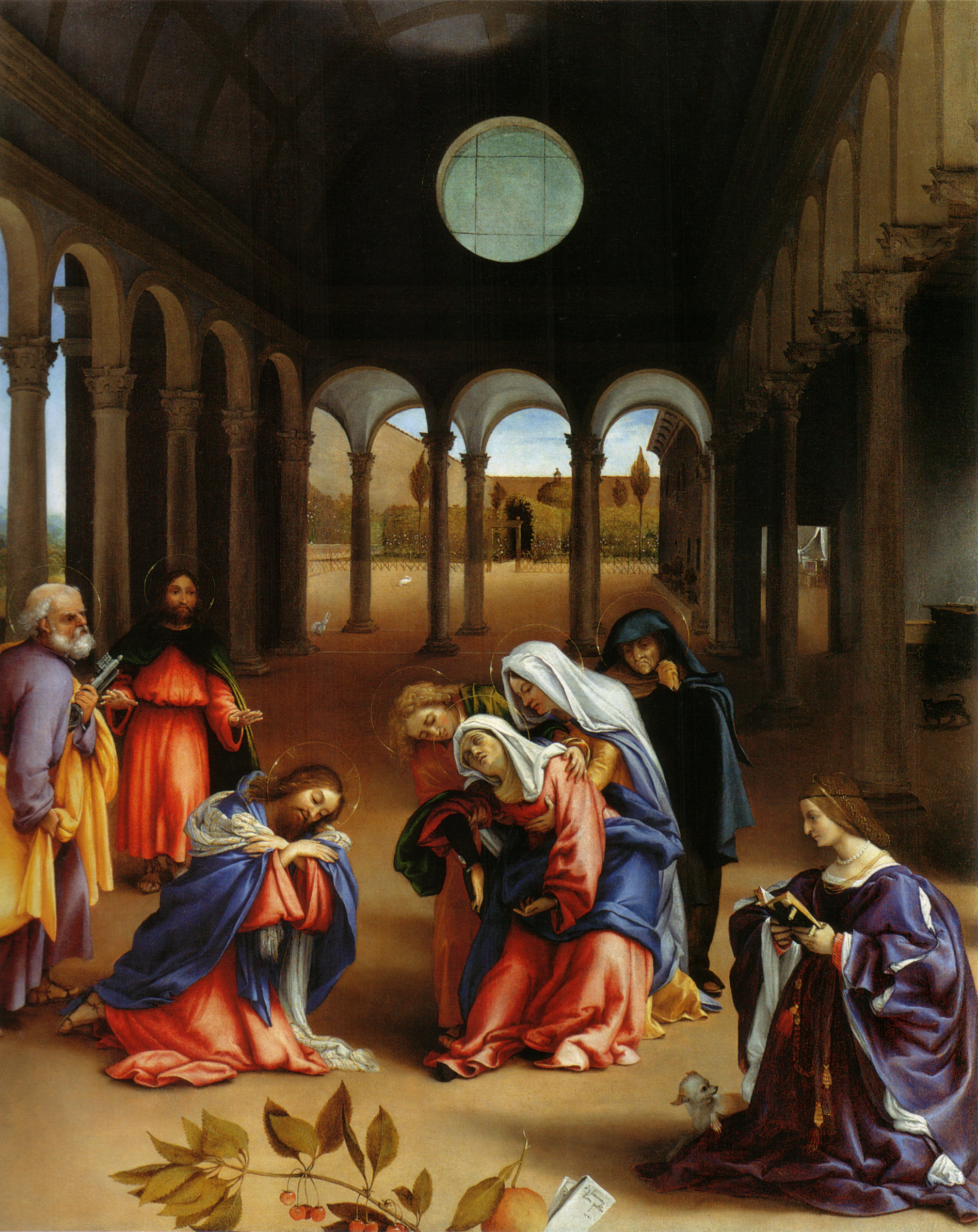
Lorenzo Lotto (1521), Gemäldegalerie, avec saint Pierre, Jean et Marie Madeleine.
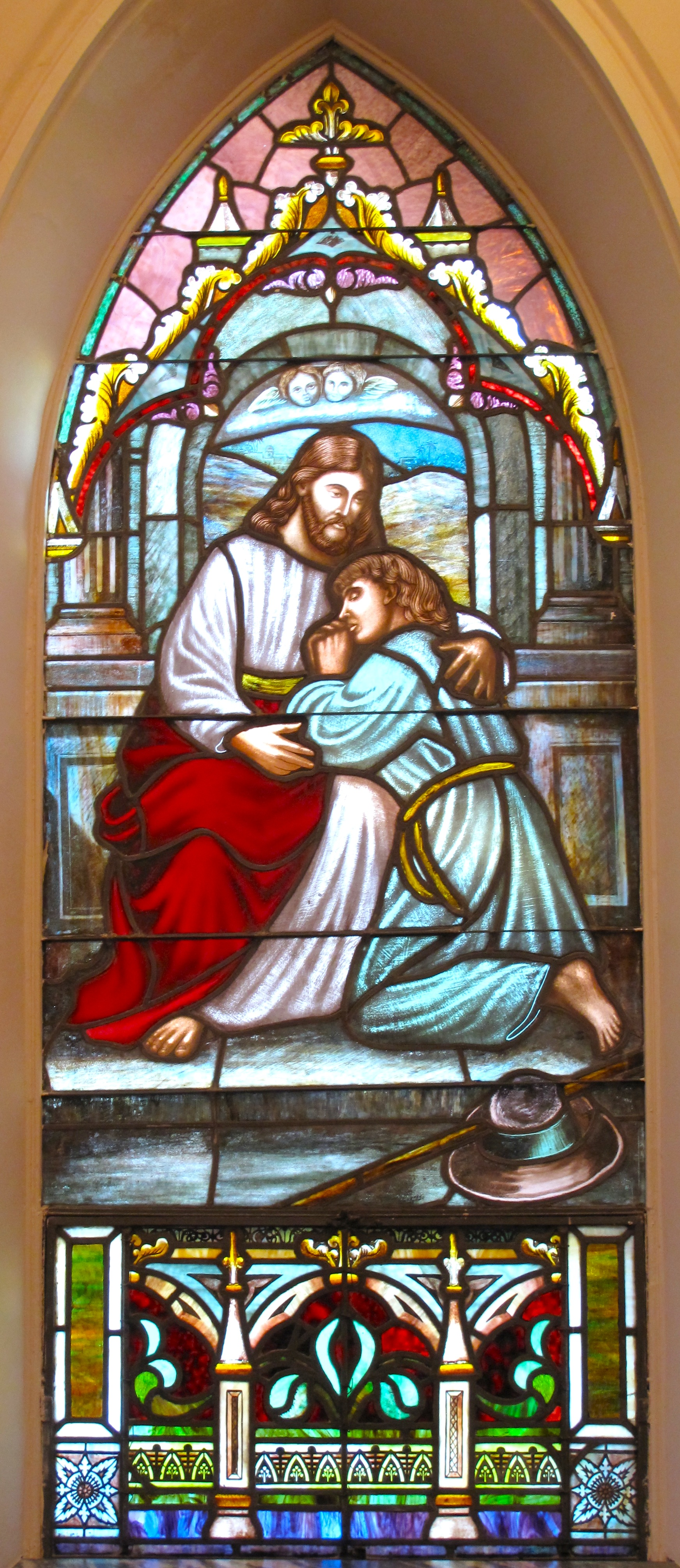
Vitrail de la Quaker City Glass Company (1912), à l'église évangélique luthérienne allemande de St. Matthew (en), Charleston, Caroline du Sud.

## Articles liés
- Représentation artistique en peinture de la Vierge Marie depuis la Renaissance
- Évanouissement de la Vierge
- Stabat Mater (art)

## Source
- (en) Cet article est partiellement ou en totalité issu de l’article de Wikipédia en anglais intitulé « Christ taking leave of his Mother » (voir la liste des auteurs).